# Martí el Jove
Martí I de Sicília o Martí d'Aragó i de Luna, conegut com a Martí el Jove (Perpinyà, Principat de Catalunya, 1376 - Càller, Regne de Sardenya 1409), fou infant d'Aragó (1374-1409) i rei de Sicília (1390-1409).

## Orígens familiars
Fou el primer dels quatre fills del rei d'Aragó Martí l'Humà amb la seua primera esposa, Maria de Luna, filla i hereva del comte de Luna, i l'únic que superà la infantesa. Fou net per línia paterna de Pere el Cerimoniós i Elionor de Sicília, així com nebot del també rei Joan el Caçador.

## Núpcies
El febrer de 1392 es casà amb la reina Maria de Sicília, a qui li retornà el Regne de Sicília recuperant-lo mitjançant la força militar contra Andrea Chiaramonte, que es va revoltar a Palerm. Aprofitant el complicat moment polític hi van haver diversos actes antijueus el 1392, que el rei Martí va esmorteir amb la butlla Sicut Judaeis, del papa Martí IV (1281).
Hi regnà conjuntament amb la seua muller fins a la seua mort, el 1402. Morta Maria, rebutjà el Tractat de 1372 signat per l'anterior rei, Frederic el Senzill, i governà ell tot sol. D'aquest matrimoni en tingueren un fill:
- l'infant Pere de Sicília (1394-1400)

Martí el Jove es maridà en segones noces amb Blanca I de Navarra, hereva de la família Evreux i futura reina de Navarra. El casament es realitzà per poders el 21 de maig del 1402 i en persona a la catedral de Càller el 26 de desembre del mateix any. D'aquest casament en nasqué un fill:
- l'infant Martí d'Aragó (1403-1407)

## Descendència

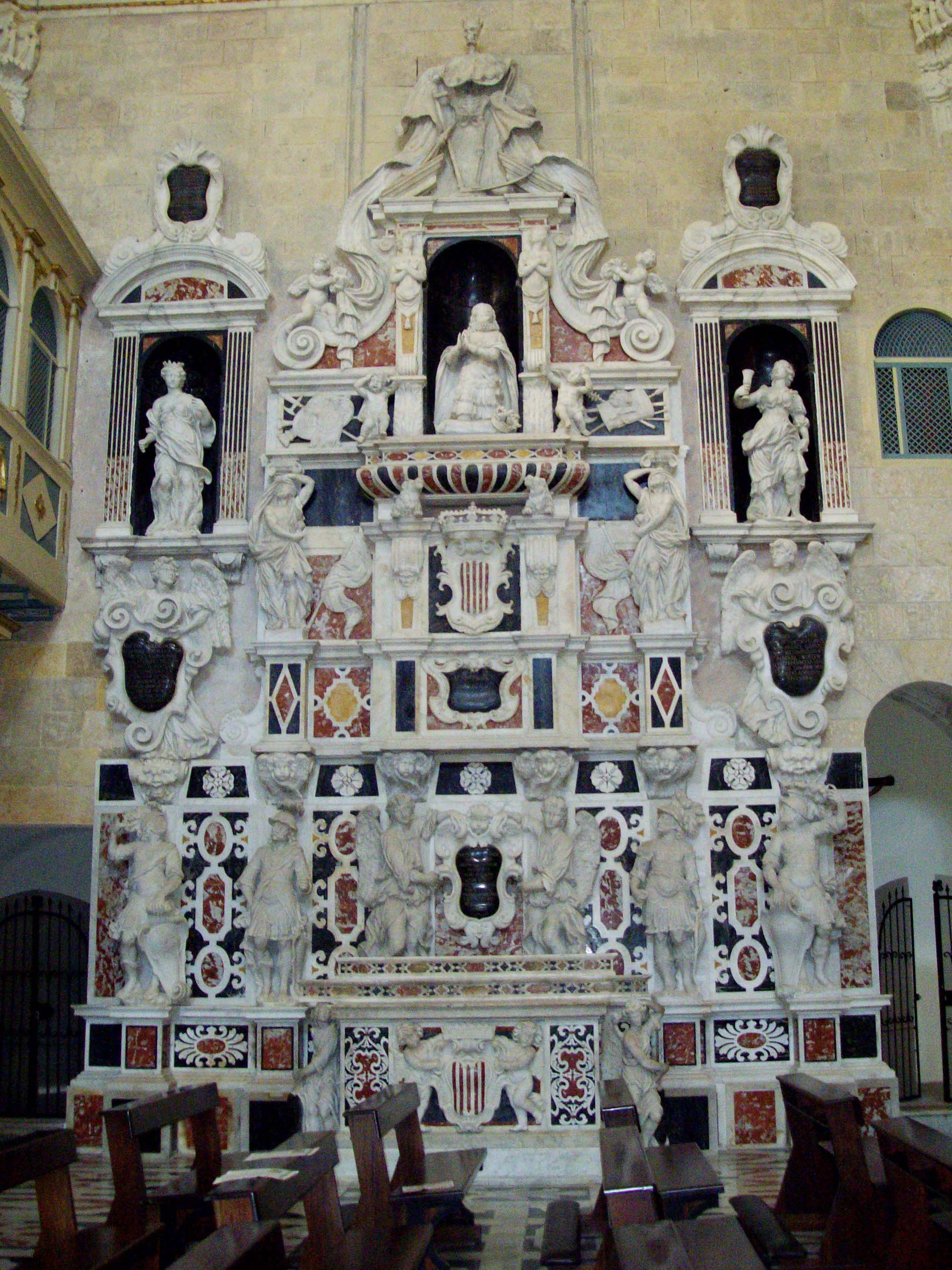
El mausoleu de Martí el Jove, rei de Sicília, a l'interior de la catedral de Càller.

Cap dels fills d'aquests dos matrimonis sobrevisqué la infantesa, i l'únic que deixà fou dos fills il·legítims, Frederic de Luna i Violant d'Aragó i de Guzmán. Martí l'Humà intentà nomenar el seu net il·legítim Frederic com a successor de la Corona d'Aragó, però va morir el dia abans de l'estipulat per al nomenament. Quan Frederic presentà la seva proposta el 1412, fou rebutjada pels compromissaris de Casp.

## Mort

Escut d'armes de Martí el Jove com a rei de Sicília (1390-1409):
«Escut quarterat en sautor: 1r i 4t en camper d'or quatre pals de gules (Aragó); 2n i 3r en camper d'argent, dues àligues de sable coronades d'or (Sicília) »

Martí el Jove dirigí les tropes de conquesta de Sardenya, i el 1409 vencé definitivament les autoritats d'Arborea en la batalla de Sanluri, tot just abans de la seua mort per malaltia a la ciutat sarda de Càller, a la catedral de la qual es troba la seua tomba.

### La Bella de Seddori
La llegenda diu que, a la mort de Martí el Jove, va contribuir —a més de la malària— també una bella jove de la vila fortificada de Seddori, com a venjança per la massacre dels habitants i dels soldats d'Arborea que s'havien refugiat al castell. Segons la llegenda, Martí I va quedar afeblit i extenuat arran de les atencions luxurioses de la jove, de qui s'havia enamorat bojament.